# کلیسای استپانوس مقدس (شینوهایر)
کلیسای سنت استپانوس (انگلیسی: Saint Stepanos Church) یک سازه سه شبستانی متعلق به قرن هفدهم است که در استان سیونیک در جنوب شرقی کشور ارمنستان واقع شده است. این کلیسا در ۱٫۷ کیلومتری جنوب شرقی روستای شینوحیر و در مرکز روستای قدیم شینوحیر قرار دارد. این کلیسا درحال حاضر فعالیت رسمی ندارد و اکنون به عنوان موزه در دسترس و قابل بازدید است.

## تاریخچه
در داخل دیوار، در جنوب و شمال مجموعه اصلی، آثاری از سازه‌های دیگر، در خارج از دیوارها، گورستان‌های وسیعی از جنوب به شمال در دفتر خاطرات وجود دارد که کاتولیکوس اسناد ساختمانی کلیسا را در آنجا کپی کرده است. این کلیسا در سال ۱۲۲۹ توسط شاهزاده حسن جلال خاچنی در رابطه با «ظهور» بقایای قدیس استفانوس در اینجا ساخته شده است و نمازخانه بالای مقبره توسط همسرش ممکان در سال ۱۲۵۱ ساخته شد.
بر اساس گزارش‌های محلی، این کلیسا در قرن چهارم ساخته شده است. در قرن دوازدهم، فعالیت‌های لرزه ای آن را تخریب کرد و تا قرن هفدهم بازسازی نشد.
داویت بیک در قرن ۱۸ میلادی این مکان را به عنوان دفتر کار و محل سکونت خود برگزید. داویت پیک یکی از افسران نظامی اهل ارمنستان بود.
این کلیسا که تا سال ۱۹۲۰ فعال بود اما در دوره شوروی دستخوش دگرگونی شد و جای خود را به یک فروشگاه مواد غذایی داد، تا قبل از آنکه نقل مکان به دهکده اتفاق بیافتد.
کلیسای سه شبستانی و گورستان مجاور آن به نام خاچ (صلیب) در مرکز روستا قرار دارد. یک خانه تحریر در مجاورت کلیسا قرار داشت. لازار، مارگاریت، استواتساتور و دیگران در دست نوشته‌های مرتبط با کلیسا مشارکت داشتند.

## تفسیر
در اواخر قرن نوزدهم، یرواند لالایان باستان‌شناس و نژادشناس اهل ارمنستان از شینوحیر دیدن کرد و از مشاهدات خود در سفرنامهٔ خود نوشت:
در مرکز دهکده کلیسای سنت استپانوس قرار دارد، یک سازه بزرگ و زیبا که بر روی چهار ستون ساخته شده و با گنبدی به شکل صلیب تزئین شده است. در شرق کلیسا، بر روی چهار ستون، برج ناقوس بلند و زیبایی که با سقف مخروطی مزین شده است، قرار دارد. درگاه‌های کلیسا به اندازه متوسط و بدون تزئین است، در حالی که داخل آن با سنگ‌های صلیب و پنج شمعدان تزئین شده است. اطراف کلیسا دارای سنگ قبرهای باستانی و جدید است که به میراث غنی تاریخی و فرهنگی مکان کلیسایی کمک می‌کند.
بر روی خاچکار ساخته شده در دیوار شرقی کلیسای سنت استپانوس در مرکز روستای شینوهایری حکاکی شده است:
و من ارزور این خاچکار را برای پروردگارم و پسرم و روح القدس برپا کردم.
(Եվ Արզուր կանգնեցի զխաչս տեառն իմոյ և Որդոյ իմոյ, Պապկայ Հոգվոյն․ յիշեցեք ի Քս․ թվ․․․․ ԿԱ)
قووند علیشان (۱۸۲۰–۱۹۰۱) شهادت می‌دهد: «صدها» تاریخ شکسته شده است: اکنون کتیبه کاملاً تحریف شده است.
(Թվականի հարյուրավորը ջարդված է․ այժմ արձանագրությունը բոլորովին եղծված է).
یرواند لالایان در سال ۱۹۳۱ در سن ۶۱ سالگی در ایروان درگذشت و در همان مکان به خاک سپرده شد.